# أيض البيورين
يشير أيض البورين (بالإنجليزية: Purine metabolism) إلى المسار الاستقلابي (الأيضي) لتخليق وتحلل البورينات الموجودة في كثير من الكائنات.

## التخليل الحيوي

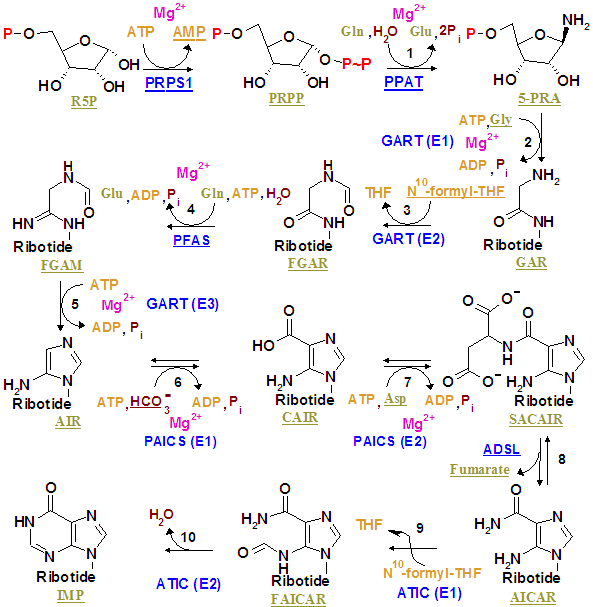
التخليق الحيوي لأحادي فوسفات الإينوزين.ألوان المخطط كما يلي: إنزيمات, إنزيمات المرافقة, أسماء الركازات, أيونات المعادن, جزئيات غير عضوية

تخلق البورينات حيويا على شكل نوكليوتيدات وبالتحديد ريبوتيدات. الخطوى الأهم هي إنتاج فوسفوريبوزيل بيروفوسفات [الإنجليزية] (PRPP) عن طريق تخليق فوسفوريبوزيل بيروفوسفات [الإنجليزية] والذي يفعل بواسطة فوسفات غير عضوي ويثبط بواسطة بورين ريبونوكليوتيدات. علما أن هذه الخطوة ليست ملتزمة لتخليق البورين. إن الخطوة الملتزمة الأولى هي تفاعلات فوسفوريبوزيل بيروفوسفات وغلوتامين والماء إلى فوسفوريبوزيلامين وغلوتامات وبيروفوسفات.
من الإنزيمات التي تساهم في تخليق البورين:
أحادي فوسفات الغوانوزين (GMP)
- نازعة هيدروجين أحادي فوسفات الإينوزين [الإنجليزية]
- مخلقة أحادي فوسفات الغوانوزين
- مختزلة أحادي فوسفات الغوانوزين [الإنجليزية]

أدينوسين أحادي الفوسفات
- مخلقة الأدينيلوسكسينات [الإنجليزية]
- لياز الأدينيلوسكسينات [الإنجليزية]
- نازعة أمين أدينوسين أحادي الفوسفات [الإنجليزية]

## التحلل
يتم أيض البورين بواسطة عدة إنزيمات:
غوانين
- نوكلياز يحرر النوكليوتيد
- نوكليوتيداز يحرر الغوانوزين
- بورين نوكليوزيد فوسفوريلاز يحول الغوانين إلى زانثين
- أوكسيداز الزانثين ينشط أكسدة الزانثين إلى حمض اليوريك

أدينين
- نوكلياز يحرر النوكليوتيد
  - نوكليوتيداز يكوّن الأدينوزين ثم تقوم نازعة أمين الأدينوزين بإنتاج الإينوزين
  - نازعة أمين أحادي فوسفات الإينوزين تنتج حمض الإينوزينيك ثم نوكليوتيداز تنتج الإينوزين
- يعمل بورين نوكليوزيد فوسفوريلاز على الإينوزين لإنتاج هيبوزانثين
- مؤكسدة مختزلة الزانثين تنشط التحول الحيوي لهيبوزانثين إلى زانثين
- تعمل مؤكسدة مختزلة الزانثين على الزانثين لإنتاج حمض اليوريك. إن الاختلال في أيض البيورين قد يؤدي إلى ظهور أعراض النقرس. يعمل الألوبيورينول كعقار مثبط لإنزيم مؤكسدة مختزلة الزانثين لذلك فإنه يخفف من أعراض النقرس.